# Эрбле
Эрбле (фр. Herblay) — муниципалитет во Франции, в регионе Иль-де-Франс, департамент Валь-д'Уаз. Население — 26 289 человек (2009).
Муниципалитет расположен на расстоянии около 21 км северо-западнее Парижа, 9 км юго-восточнее Сержи.

## Демография
Динамика населения (Cassini и INSEE):

## Персоналии
- Аллеман, Жан (1843—1935) — французский социалистический и синдикалистский политик.
- Леклер, Эдм Жан (1801—1872) — французский предприниматель XIX века, пионер участия рабочих в прибылях предприятия.
- Монтейль, Парфе-Луи (1855—1925) — французский офицер, путешественник.
- Фурмон, Этьен (1683—1745) — французский востоковед.
- Максим Шаттам (род. 1976) — французский писатель.